# سسنا ان‌جی‌پی
سسنا ان‌جی‌پی (به انگلیسی: Cessna NGP) یک هواگرد ساختِ کارخانهٔ سسنا در کشور ایالات متحده آمریکا است . این هواگرد برای نخستین بار در ۲۳ ژوئن ۲۰۰۶ میلادی مورد استفاده قرار گرفت.